# ویلیام اربیت
ویلیام اربیت (به انگلیسی: William Orbit) (زادهٔ ۱۵ دسامبر ۱۹۵۶؛ با نام واقعی ویلیام مارک واینرایت) نوازنده، آهنگساز و تهیّه‌کنندهٔ موسیقی انگلیسی است. شاید او بیش از هر چیز به خاطر کارش در ساخت آلبوم پرتو نور مدونا شناخته شده‌است. او به خاطر ساخت این آلبوم برای مدونا برندهٔ سه جایزهٔ گرمی شد. در سال ۲۰۱۲ او مجدّداً با مدونا برای ساخت آلبوم ام‌دی‌ان‌ای همکاری کرد و با همکاری او شش تا از ترانه‌های این آلبوم را ساخت.